# MESH
MESH war eine Gruppe von europäischen Raumfahrtunternehmen in den 1960er und 1970er Jahren, bestehend aus:
- Matra
- ERNO
- Saab
- Hawker-Siddeley

Für jedes Angebot resp. Programm agierte eines der Unternehmen als Hauptauftragnehmer (z. B. ERNO für GEOS und Spacelab), die anderen waren für Teilsysteme verantwortlich (z. B. Matra für die Spacelab-Datenverarbeitung).